# Moskau (песня Dschinghis Khan)
«Moskau» (с нем. — «Москва») — созданная в 1979 году немецкоязычная песня группы Dschinghis Khan, одна из самых узнаваемых композиций этого коллектива наряду с песней Dschinghis Khan.
Автор текста — Бернд Майнунгер, автор музыки Ральф Зигель.

## Версии песни
Оригинальная немецкая версия песни была включена в альбомы Dschinghis Khan 1979 года и Rom 1980 года. Версия песни в альбоме звучит шесть минут, тогда как в сингле её продолжительность четыре с половиной минуты.
Существует также англоязычный вариант песни под названием Moscow, которую группа выпустила под своим англоязычным названием Genghis Khan. Австралийский телеканал Channel 7 использовал её в качестве общей темы для репортажей с Олимпийских игр 1980 года в Москве.

## Мифы вокруг песни
При том, что текст песни был вполне безобиден и представлял собой набор клише о русских, народная молва приписывала ему антисоветский характер:

Moskau, Moskau —

Забросаем бомбами,

На развалинах Кремля будем танцевать!

(варианты: «Разровняем танками», «Будет вам Олимпиада», а-ха-ха-ха-ха!)

## Каверы
- Песня исполнялась немецкой блэк-метал группой Black Messiah[4].
- Финская версия была записана Юхаматти (Juhamatti) под названием «Волга» в 1980 году. В том же году её исполнил Kari Tapio[5].
- В Китае версия с изменённым текстом называется Fen Dou и исполняется группой Da Zhangwei[6].
- Джордж Данн создал испанский вариант песни в 1980 году[7].
- Шведская группа Vikingarna записала кавер песни на шведском языке под названием «Moskva» в 1980 году[8].
- В живых выступлениях симфо-метал группа Nightwish играет рифф из Moskau на 3-й минуте исполнения «Sacrament of Wilderness»[9].
- Кавер песни, сделанный Dancing Bros., был использован в видеоигре Just Dance 2014[10].
- Перед Чемпионатом мира по футболу 2018 по инициативе Ральфа Зигеля был записан 4-язычный футбольный кавер на песню. Версии на английском и немецком языках исполнил британо-немецкий поп-певец Джей Кхан, версию на русском — Александр и Устинья Малинины, на испанском — мексиканский тенор Хорхе Хименес и певица Марифер Медрано[11].
- К Олимпиаде 1980 года была записана русскоязычная версия песни в исполнении Софии Ротару, называвшаяся «Здравствуй, Москва!», но в связи с бойкотом Олимпиады со стороны ФРГ было выпущено постановление об уничтожении записи. Работники студии звукозаписи перед уничтожением ленты успели сделать монофоническую запись, и в настоящее время она выложена для всеобщего прослушивания[12].
- В фильме «Старые песни о главном 3» песню исполнил «Кабаре-дуэт «Академия»» в несколько пародийном варианте. Второй куплет был проговорен речитативом, а во втором припеве была процитирована строчка «Марша четвёртой роты» из фильма «Бумбараш» «я приду и тебе обойму».
- О.С.П.-студия исполнила пародийный вариант песни[13], который вошёл в цикл пародий «Легенды Папиков». Пародия отразила в себе ироничное отношение иностранцев к Москве и русским стереотипам.